# Масляний пиріг
Масляний пиріг (англ. Butter cake) — назва кількох різновидів солодкої випічки, пирогів або кексів, що випікаються з борошна, великої кількості вершкового масла (звідси назва), яєць, цукру та розпушувача (або соди). Масляні пироги надзвичайно популярні в англомовних (фунтовий кекс, кекс «Мадера», липкий масляний пиріг) і німецькомовних країнах (буттеркухен). Для приготування масляних пирогів масло і цукор зазвичай спершу збивають до пишної маси, потім вводять в суміш яйця та засипають борошно. Такі пироги виникли не пізніше XVIII століття, і спочатку готувалися з содою, проте використання сучасних розпушувачів дозволило зробити їх більш повітряними. Іноді масляні пироги ароматизують какао, посипають мигдалевими пелюстками, прикрашають шоколадною глазур'ю. Однак, оскільки масляні пироги погано переносять зберігання в холодильнику, в них зазвичай не використовуються декор з кондитерської помадки або будь-які складні начинки.
З цими масляними пирогами не слід плутати бретонську випічку кунь-аман (в перекладі з бретонської мови, «масляний пиріг»), яка випікається з листкового тіста, нерідко має начинку, і українською звичайно називається «бретонський масляний пиріг».